# Peritrichia pseudoplebeja
Peritrichia pseudoplebeja är en skalbaggsart som beskrevs av Schein 1959. Peritrichia pseudoplebeja ingår i släktet Peritrichia och familjen Melolonthidae. Inga underarter finns listade i Catalogue of Life.